# Hot Blood (gruppo musicale)
Gli Hot Blood sono stati un gruppo musicale tedesco.

## Storia del gruppo
Gli Hot Blood furono attivi durante la seconda metà degli anni settanta, quando la notorietà della disco music aveva raggiunto il suo apice. Tra i suoi membri vi era Stefan Klinkhammer, che durante la sua vita collaborò con Frank Farian, i Boney M., Gilla e gli Eruption.
Gli Hot Blood sono principalmente ricordati per Soul Dracula, un brano dance del 1975, co-scritto da Georgie Dann, edito dalla Carrere Records e dedicato al celebre vampiro. La canzone raggiunse la sesta posizione della classifica olandese e la decima della Top annuali della Hit Parade Italia. L'edizione giapponese di Soul Dracula, pubblicata dalla Teichiku, vendette 600.000 copie, diventando così il singolo disco music di maggior successo in Giappone. Della traccia esistono delle versioni delle formazioni italiane Red Blood (pseudonimo di Silvano Silvi) e Praenestrum 452.
Sempre ispirandosi al mondo dell'orrore, il gruppo ha inciso altri singoli tra cui Terror on the Dancefloor, uscito nel 1977. Nello stesso anno il gruppo tedesco diede alle stampe il suo unico album Soul Dracula, che si rivelò un fiasco commerciale.

## Formazione
- Stefan Klinkhammer – pianoforte, arrangiamenti
- Penny Duke – voce, composizione
- May Ambruster – composizione
- Keith Forsey – batteria
- Gary Unwin – basso
- Pepe Solera – sassofono e flauto
- Nick Woodland – chitarra
- Max Gregor Jr. – tastiere, ottoni
- Franco Mladen – piano elettrico, sintetizzatore
- Rudy Risavy – flauto
- Filarmonica di Monaco – voce
- John Lund – ingegnere del suono

## Discografia

### Album
- 1977 – Disco Dracula

### Singoli
- 1975 – Soul Dracula
- 1976 – Le chat
- 1977 – Baby Frankie Stein
- 1977 – Terror on the Dancefloor